# NGC 536
NGC 536 este o galaxie spirală situată în constelația Andromeda. A fost descoperită în 13 septembrie 1784 de către William Herschel. De asemenea, a fost observată încă o dată de către John Herschel.